# 阿尔戈当德然代拉
阿尔戈当德然代拉是巴西帕拉伊巴州的一个市镇。总面积220.246平方公里，总人口2385人，人口密度10.8人/平方公里。